# İsmet Uluğ
İsmet Uluğ (* 1. Januar 1901 in Istanbul; † 26. August 1975 ebenda) war ein türkischer Fußballspieler, -funktionär, Boxer und Arzt. Obwohl er auch für den Erzrivalen Galatasaray Istanbul spielte, wird er durch seine lange Tätigkeit für Fenerbahçe Istanbul sehr stark mit diesem Verein assoziiert. Er war an mehreren wichtigen Erfolgen Fenerbahçes im Speziellen und des türkischen Fußballs im Allgemeinen beteiligt. So zählte er 1923 im General Harington Kupası zur Startelf Fenerbahçes und war im ersten Länderspiel der Türkischen Nationalmannschaft in der Startformation. Zu seiner aktiven Zeit als Fußballspieler war er unter dem Spitznamen Yavuz bzw. Yavuz İsmet (dt.: der Strenge bzw. İsmet, der Strenge) bekannt, weil ihm eine kämpferische und konzentrierte Spielweise zugesprochen wurde. Mit der türkischen Nationalmannschaft nahm Uluğ an den Olympischen Sommerspielen 1924 und Olympischen Sommerspielen 1928 teil. Von 1961 und 1965 war Uluğ zudem als Vereinspräsident von Fenerbahçe Istanbul tätig und prägte den Klub während dieser Zeit.

## Fußballspielerkarriere

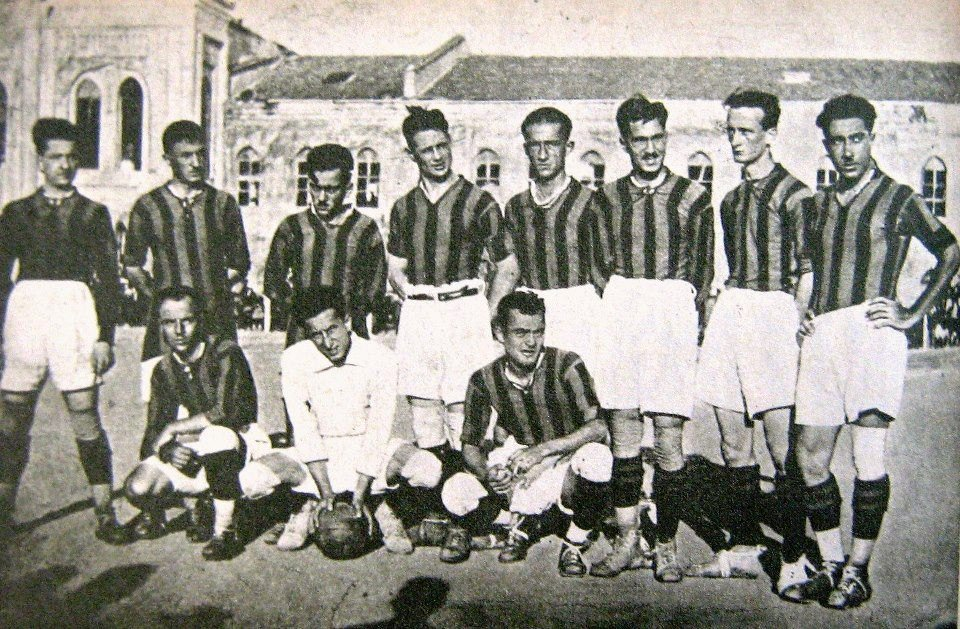
Fenerbahçe (1922/23), von links nach rechts: Hintere Reihe – Bedri Gürsoy, Zeki Rıza Sporel, Ömer Tanyeri, İsmet Uluğ, Sabih Arca, Cafer Çağatay, Fâhir Yeniçay, Kadri Göktulga, Fâhir Yeniçay
Vordere Reihe – Ragıp Mağden, Şekip Kulaksızoğlu, Alaattin Baydar.

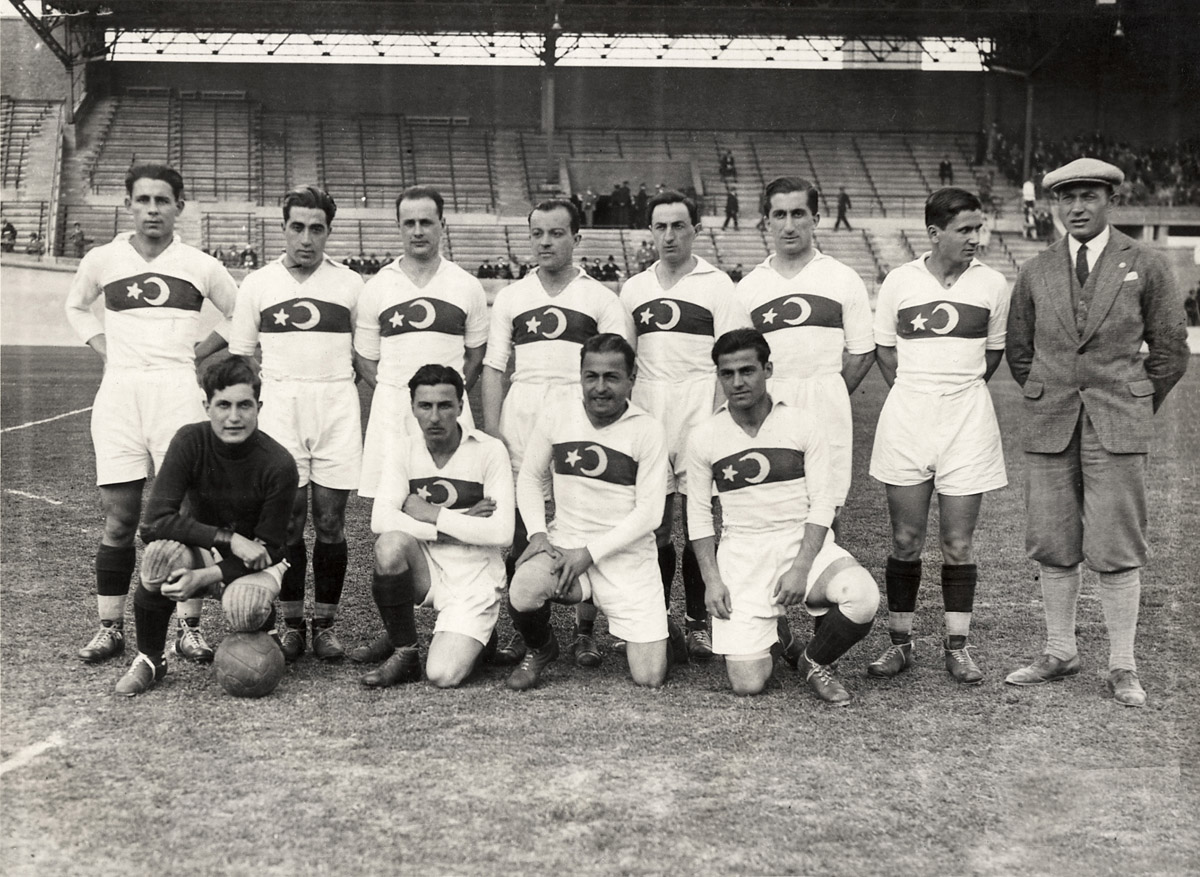
Die Türkische Fußballnationalmannschaft bei den Olympischen Sommerspielen 1928, von rechts nach links: Hintere Reihe – Burhan Atak, Kadri Göktulga, İsmet Uluğ, Alaattin Baydar, Zeki Rıza Sporel, Nihat Bekdik, Mehmet Leblebi, Béla Tóth
Vordere Reihe – Ulvi Yenal, Cevat Seyit, Bekir Refet, Muslihittin Peykoğlu.

### Vereine
Während seiner Schulzeit beim Galatasaray-Gymnasium begann Uluğ mit dem Vereinsfußball in der Jugendmannschaft von Galatasaray Istanbul. Nach dem Eintritt des Osmanischen Reiches in den Ersten Weltkrieg am 2. August 1914 wurden nach und nach alle Fußballspieler der ersten Mannschaft Galatasarays und auch der anderen Teams aus Istanbul in den Kriegsdienst eingezogen. So rückten notgedrungen nach und nach immer jüngere Spieler in die erste Männermannschaft auf. Unter diesen Spielern befand sich auch der junge Uluğ. Mit Galatasaray hätte er normalerweise an der İstanbul Cuma Ligi (dt. Istanbuler Freitagsliga) teilnehmen sollen, der damals renommiertesten Liga des Landes. Diese Liga war die einzige die zwischen den Jahren 1915 und 1918 ihren Spielbetrieb fortsetzte. Da aber das Osmanische Reich zu den Verlierermächten gehörte, wurde mit dem Ende des Ersten Weltkrieges dessen Hauptstadt Istanbul von Truppen der Briten, Franzosen und Italiener besetzt. Infolge der Kriegssituation und der anschließenden Besetzung Istanbuls wurde die Cuma Ligi nach dem Sommer 1918 nicht mehr fortgeführt. Die englischen Gruppen organisierten eigene Vereine und auch eine Liga. Durch diese Besatzung schreckten nahezu alle einheimischen Vereine, darunter auch Galatasaray, für etwa zwei Jahre ihre Tätigkeiten ein. Uluğ spielte etwa ein Jahr lang für Galatasaray und absolvierte während dieser Zeit aufgrund eines fehlenden Ligabetriebs nur Test- und Freundschaftsspiele, wie z. B. gegen den Erzrivalen Fenerbahçe Istanbul.
1919 heuerte Uluğ beim damals sehr populären Verein Altınordu İdman Yurdu an. Dieser Verein wurde 1909 im Istanbuler Stadtteil Kadıköy, dem Heimatbezirk des Erzrivalen Fenerbahçes, seitens früherer Mitglieder von Galatasaray Istanbul, gegründet. Dieser Verein etablierte sich in kürzester Zeit als ein großer Rivale Fenerbahçes. Für diese Mannschaft absolvierte Uluğ einige wenige Spiele.
Während der Besatzungszeit gründeten die englischen und französischen Besatzungstruppen ihre eigenen Vereine und organisierten auch mehrere Ligasysteme. Bis auf Fenerbahçe lehnten es alle anderen türkischen Vereine ab, mit den Besatzermannschaften in einer Liga zu spielen. Fenerbahçe nahm sehr erfolgreich an diesen Ligen und Turnieren teil und gewann 60 der 68 Spiele gegen die Besatzerteams, spielte vier Mal unentschieden und verlor lediglich vier Partien. Dieser Umstand hatte zur Folge, dass die Popularität von Fenerbahçe unter der einheimischen Bevölkerung erheblich stieg und die Spiele als Spiegelbild der angespannten Situation innerhalb der Stadt wurde. Vor einem dieser 1919 angesetzten Spiele gegen die Fußballmannschaft der Englischen Besatzungsarmee (türk. İngiliz İşgal Orduları takımı) fehlte bei Fenerbahçe der Spieler Kâmil Rona. Da sich Uluğ unter den Zuschauern befand und Fenerbahçe keinen einzigen Ersatzspieler hatte, wurde der Vereinsfunktionär Sait Çelebi in seiner Not auf den jungen Uluğ aufmerksam und fragte ihn ob er für Rona spielen würde. Uluğ willigte ein und gehörte ab dieser Partie zum festen Kader von Fenerbahçe. In diesem Umfeld nahm Uluğ mit Fenerbahçe an der wieder eingeführten Freitagsliga teil. Bereits in seiner ersten Saison nach seiner Rückkehr, der Spielzeit 1920/21 gewann er mit Fenerbahçe die Meisterschaft der Freitagsliga. Nachdem die Meisterschaft der Saison 1921/22 an den Erzrivalen Galatasaray vergeben worden war, gewann Uluğ mit Fenerbahçe die Meisterschaft der Spielzeit 1922/23. Diese errungene Meisterschaft, in der Fenerbahçe zwölf Spielen bestritt, erreichte die Mannschaft ungeschlagen und ohne ein einziges Gegentor.
Vor dem Ende der Besatzung Istanbuls organisierte der Befehlshaber aller Besatzungstruppen Istanbuls, General Charles Harington Harington, ein nach ihm benanntes Pokalspiel, den General Harington Kupası. Für dieses Spiel, auf dessen Sieg Harington sehr großen Wert legte, organisierte er höchstpersönlich ein Auswahlturnier innerhalb der Besatzermannschaften, an denen die Mannschaften Irish Guards, Grenadiers Guards und Coldstream Guards teilnahmen. Nach den Turnierspielen wählte er aus diesen drei Mannschaften die aus seiner Sicht geeigneten Spieler aus. Zusätzlich ließ er extra für dieses Spiel aus den in Ägypten und Gibraltar stationierten britischen Truppen vier Profifußballspieler nach Istanbul holen. Aus all diesen Fußballspielern ließ er eine Mannschaft aufstellen, die er Coldstream Guards taufte. Anschließend ließ er in einer Tageszeitung die Annonce drucken, dass die Coldstream Guards die türkischen Mannschaft herausfordere und diese mit beliebiger Zusammenstellung im General Harington Kupası gegen sie antreten könne. Auf diese Zeitungsannonce antwortete Fenerbahçe damit, dass sie lediglich mit ihrem eigenen Kader die Herausforderung annehmen werden. So traten beide Teams am 29. Juni 1923 im Taksim-Stadion gegeneinander an. Uluğ zählte bei diesem historischen Spiel zur Startelf seiner Mannschaft. Das prestigeträchtige Spiel entschied Fenerbahçe mit 2:1 für sich und sorgte bei der einheimischen Bevölkerung für große Freude.
Mit dem Ende der Besatzung Istanbuls und der Staatsgründung der modernen Türkei, wurde auch der Fußball in Istanbul reformiert. Nachdem zuvor in einigen Spielzeiten mehrere Istanbuler Ligen wie Freitagsliga und Sonntagsliga parallel existiert und miteinander konkurriert hatten, wurde im Sommer die İstanbul Futbol Ligi (dt. Istanbuler Fußballliga) eingeführt. Diese Liga ersetzte bzw. vereinigte alle vorherigen Ligen und sorgte dafür, dass alle bekannten Istanbuler Vereine in der gleichen Liga spielten. Uluğ nahm mit seiner Mannschaft fortan an dieser Liga teil und spielte bis zum Sommer 1929 für Fenerbahçe in dieser Liga, ohne einmal die Meisterschaft dieser Liga gewinnen zu können. Lediglich in der Spielzeit 1924/25 nahm er mit seinem Verein nicht am Wettbewerb dieser Liga teil. In der Spielzeit 1926/27 befand er sich im Kader, blieb aber ohne Spieleinsatz für Fenerbahçe. Im Sommer nahm Uluğ mit der Nationalmannschaft an den Olympischen Sommerspielen 1928 teil und beendete im Anschluss daran seine aktive Fußballspielerlaufbahn. Ausschlaggebend an seinem Karriereende war der Umstand, dass er 1928 sein Medizinstudium abschloss und in Anatolien seinen Pflichtdienst ableisten musste.

### Nationalmannschaft
Uluğ kam im ersten Spiel der Türkischen Nationalmannschaft zu seinem ersten Länderspieleinsatz. In der Partie gegen die Rumänische Nationalmannschaft befand er sich in der Startelf und spielte über die volle Spielzeit.
Mit der Türkischen Nationalmannschaft nahm Uluğ an den Olympischen Sommerspielen 1924 und 1928 teil. Insgesamt absolvierte er elf Länderspiele.

## Funktionärskarriere
Ab 1955 begann er bei Fenerbahçe Istanbul als Vereinsfunktionär zu arbeiten und bekleidete unterschiedliche Ämter.
1961 wurde Uluğ bei Fenerbahçe Istanbul zum Vereinspräsident gewählt. Während seiner Amtszeit konnte seine Mannschaften in den Saisons 1963/64 und 1964/65 der 1. Lig, der 1. türkischen Spielklasse, die türkische Meisterschaft holen.
Bis zum Jahr 1965 öffnete Fenerbahçe unter seiner Leitung weitere Sportsparten wie Basketball, Volleyball, Boxen, Tischtennis, Ringen. Unter seiner Leitung holte der Verein 1965 insgesamt 19 türkische Meisterschaften in unterschiedlichen Mannschaftssportarten und erlebte damit eines der erfolgreichsten Spielzeiten seiner Vereinshistorie.

## Boxerkarriere
Da aber das Osmanische Reich zu den Verlierermächten gehörte, wurde mit dem Ende des Ersten Weltkrieges dessen Hauptstadt Istanbul von militärischen Truppen der Briten, Franzosen und Italiener besetzt. Infolge der Kriegssituation und der anschließenden Besetzung Istanbuls waren die unterschiedlichen Sportarten die einzige Möglichkeit für die einheimische Bevölkerung sich im Prestige zu behaupten. In diesem Umfeld nahm Uluğ an unzähligen Boxturnieren teil machte durch seine Siege gegen die Vertreter der Besatzermächte auf sich aufmerksam.

## Tod
Er verstarb am 26. August 1975. Am 27. August wurde er nach dem Mittagsgebet in der Istanbuler Șişl Moschee im berühmten Friedhof Zincirlikuyu beigesetzt.

## Erfolge
Mit Fenerbahçe Istanbul
- Meister der İstanbul Cuma Ligi: 1920/21, 1922/23
- General Harington Kupası: 1923
- Sieger im Makriköy Gençlerbirliği Turnuvası

Mit der türkischen Nationalmannschaft
- Teilnahme an den Olympischen Sommerspielen: 1924, 1928

## Trivia
- Uluğ durchlief die militärische Medizinakademie und wurde im Jahr 1928 Arzt.[2]

- Der wichtige Chronist von Fenerbahçe Istanbul, Rüştü Dağlaroğlu, sagte zu Uluğs Tod: „Neben Zeki Rıza Sporel ist es er (Uluğ) gewesen der Fenerbahçe zu Fenerbahçe gemacht hat“ (türkisch: Merhum Zeki Rıza Sporel'den sonra Fenerbahçe'yi Fenerbahçe yapandı).[2]